# Pistoia

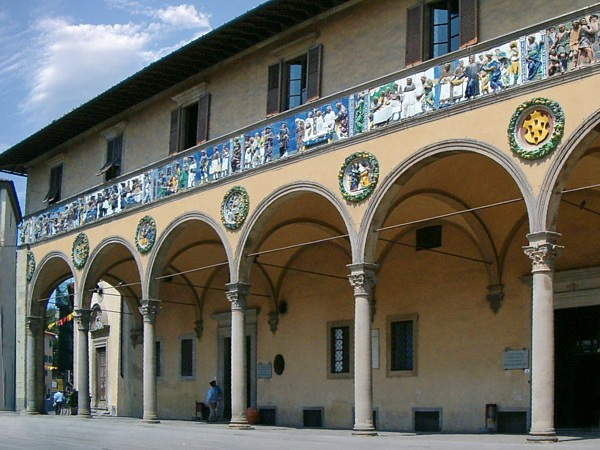
Ospedale del Ceppo.

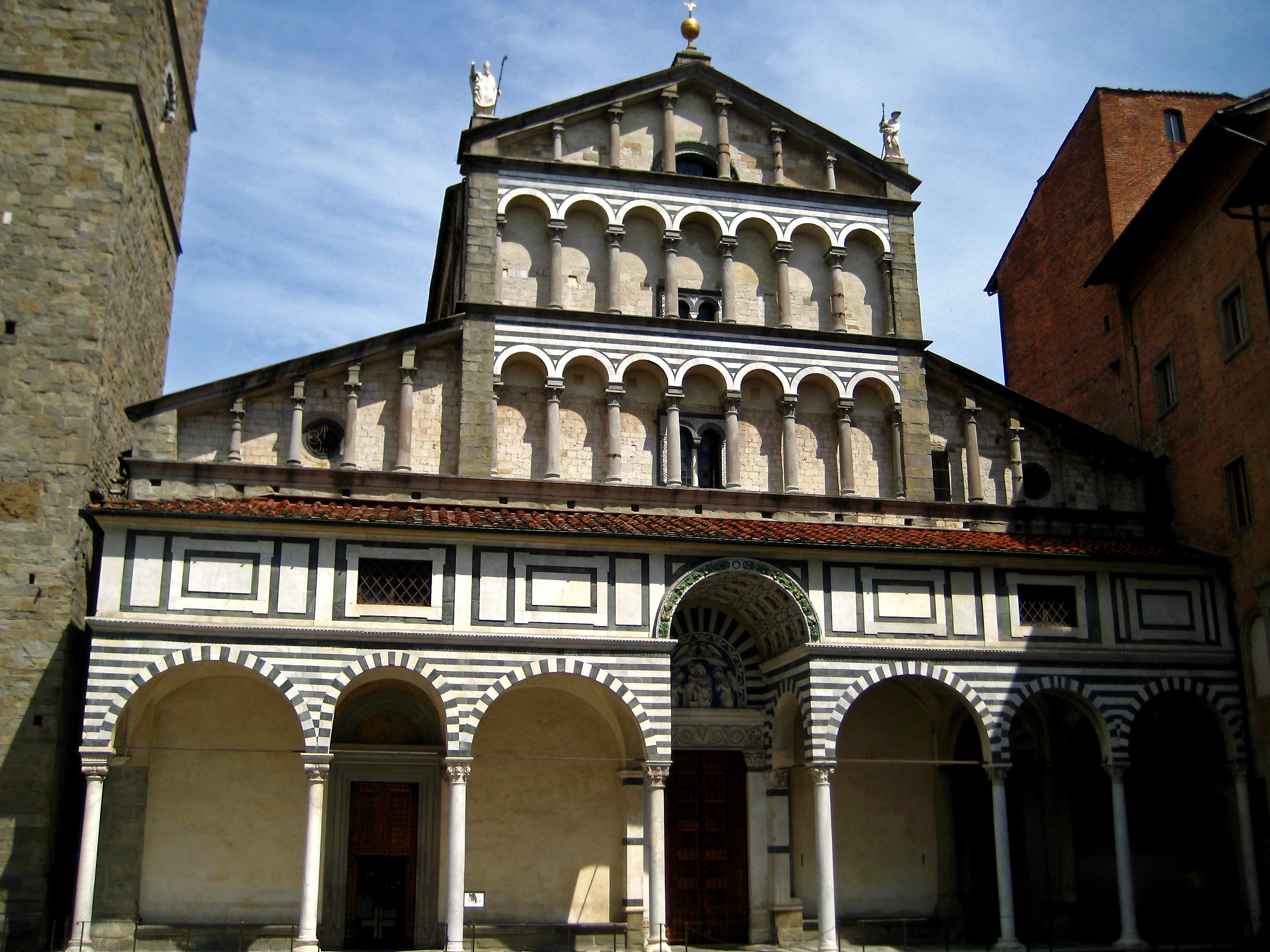
The Duomo

Pistoia listenⓘ là thành phố trong vùng Tuscany của Italia, là thủ phủ của tỉnh Pistoia, cự ly khoảng 30 km về phía tây và bắc Florence.

## Người dân nổi tiếng
- Enrico Betti
- Mauro Bolognini
- Giosuè Carducci
- Cino da Pistoia
- Pope Clement IX
- Christian Orlandi
- Ippolito Desideri
- Massimo Freccia (Valdibure)
- Licio Gelli
- Marino Marini
- Giovanni Michelucci
- Filippo Pacini

## Frazioni
Badia a Pacciana, Baggio, Bargi, Barile, Bonelle, Bottegone, Campiglio Germinaia, Canapale, Candeglia, Capostrada, Case Nuove di Masiano, Castagno di Piteccio, Chiazzano, Chiesina Montalese, Chiodo, Cignano, Cireglio, Collina, Corsini Bianchi, Corsini Neri, Fabbrica, Gello, Iano, Le Fornaci, Le Grazie, Le Piastre, Le Pozze, Le Querci, Lupicciano, Masiano, Masotti, Nespolo, Orsigna, Piazza, Piestro, Piteccio, Piuvica, Pontelungo, Pontenuovo, Pracchia, Pupigliana, Ramini, Sammommè, San Biagio, San Felice, San Rocco, Sant'Agostino, Sant'Alessio in Bigiano, Santomato, Saturnana, Spazzavento, Stazzana, Torbecchia, Valdibrana, Vicofaro, Villa di Baggio, Villanova di Valdibrana.

## Kết nghĩa
- Pau, Pháp, từ năm 1975